# イタリアン・タイ・デベロップメント
イタリアン・タイ・デベロップメント（อิตาเลียนไทย ดีเวล๊อปเมนต์ 英語: Italian-Thai Development、略称ITD）は、タイの総合建設会社で同国では最大手である。
名前の通り、タイ資本とイタリア資本の合弁企業。タイ政府からのインフラ受注が多く、高速道路、橋、鉄道、ダム、空港、発電所、パイプラインの敷設などを行っている。国際的な事業も行っており、インド、台湾、フィリピン、ラオス、ミャンマーなどでの建設事業も請け負っている。

## 歴史
1954年チャオプラヤー川の5隻の座礁船のサルベージ事業を通じて、チャイユット・ガンナスート博士（ดร.ชัยยุทธ กรรณสูต）とイタリア人技師ジョジョ・バーリンジャリー（Giorgio Berlingieri）の間に信頼関係が築かれたことに始まり、1958年8月15日にこの両者が、資本金200万バーツでイタリアン・タイ・デベロプメント社が創設した。
1981年創設者のジョジョの死後、同社の経営はすべてタイ人の手に移り、ガンナスート家とタイ人の管理者、技師の手によって運営されている。
同社は順調に成長し、1994年には資本金25億バーツでSETに上場。1997年アジア金融危機により経営が行き詰るが、2002年12月には再建を果たす。同社はさらに資本金を積み増し、2009年には49.2億バーツに達した。
SET 50 Indexの採用銘柄である。(2008年2月現在)

## 本社所在地
バンコク フワイクワーン区 バーンガピ地区ニューペッブリー通りイタリアン･タイタワー 2034/132-161
（2034/132-161 อาคารอิตัลไทยทาวเวอร์ ถนนเพชรบุรีตัดใหม่ แขวงบางกะปิ เขตห้วยขวาง กรุงเทพฯ 10310 ประเทศไทย）

## 関与した事業
- スワンナプーム国際空港-旅客ターミナル建設、滑走路整備
- ドンムアン空港-増築
- マンダレー国際空港
- バンコク・スカイトレイン-延伸
- 在タイアメリカ大使館
- アジア科学技術大学-校舎
- ドンムアン・トローリー延伸
- マープタープット工業団地-phase1（工業団地施設）, phase2（港湾施設）
- レームチャバン港-B5ターミナル